# 京極為教
京極為教（1227年5月7日—1279年7月4日，即生於嘉祿3年閏3月20日，卒於弘安2年5月24日），日本鎌倉時代中期和歌歌人。他是權大納言藤原為家（御子左家嫡系）之子，其母親是宇都宮賴綱之女，同母兄二條為氏，異母弟冷泉為相、冷泉為守，妻子是三善雅衡之女。作為歌道流派京極家的始祖，其子為兼、其女為子也是著名和歌歌人。
他在1235年（嘉禎元年）9歲時元服，歷任右中將等職，於1259年（正元元年）7月2日（日本舊曆）敘任從三位右兵衛督，1268年（文永五年）晉至非參議從二位。後任後嵯峨院院司、西園寺家家司。在和歌創作上，他與兄長二條為氏的二條家分庭抗禮。而據頓阿《井蛙抄》所載，兄弟之間亦確有不和。曾參與「弘安百首」，其收入《續後撰和歌集》以降敕撰和歌集的作品共計有36首。
他在1279年（弘安二年）5月24日薨去，終年53歲。法名為明正‧明心，號毗沙門堂。